# 해약금
해약금(解約金)은 계약을 체결할 때에 당사자 일방이 상대방에게 교부하는 금전 기타의 유가물로서 당사자가 계약해제권(契約解除權)을 유보하고 있음을 의미하는 계약금이다. 통상적으로 계약의 해제는 당사자의 합의 또는 법정(法定) 해제사유가 발생해야만 가능하나 이와 같은 해약금의 교부가 있으면 다른 약정이 없는 한 교부자 또는 수령자는 당사자 일방이 이행에 착수하기 전에는 언제든지 계약을 해제할 수 있다. 대한민국 민법은 '계약의 당사자 일방이 계약 당시에 금전 기타 물건을 계약금·보증금(保證金) 등의 명목으로 상대방에게 교부한 때에는 당사자간에 다른 약정이 없는 한 당사자 일방이 이행에 착수할 때까지 교부자는 이를 포기하고, 수령자는 그 배액을 상환하여 매매계약을 해제할 수 있다(대한민국 민법 제565조 1항)'고 규정하여 계약금은 원칙적으로 해약금의 성질을 갖는 것으로 정하고 있다. 그러나 해약금은 계약불이행으로 인한 해제와는 다른 것이므로(위약금) 손해배상 청구를 할 수 없다(동조 2항). 이 점이 계약불이행에 대한 위약벌인 위약금과 다른 것인데 판례 또한 '계약금은 특단(特段)의 사정이 없는 한 해약금 및 손해배상액의 예정(豫定)의 성질을 갖는다'고 판시(判示)하여 이를 명확히 하고 있다. 다만 해약금이 교부되어 있어도 상대방의 계약불이행에 대하여는 그를 이유로 계약을 해제하고 손해배상을 청구할 수 있음은 물론이다. 계약금 수령자의 배액상환(倍額償還)에 의한 계약해제의 의사표시는 그와 아울러 그 배액의 이행의 제공이 있어야 계약해제의 효과가 발생한다고 한다(대법원 판례).